# Bouquelon
Bouquelon es una localidad y comuna francesa situada en la región de Alta Normandía, departamento de Eure, en el distrito de Bernay y cantón de Quillebeuf-sur-Seine.

## Etimología
Nombrado en 1180 bajo la forma Bouchelon; representa la forma escandinava compuesta por dos palabras:  Boki-lundr (elemento de madera de haya) .

## Demografía
| 244 | 258 | 235 | 225 | 284 | 295 |
| Para los censos de 1962 a 1999 la población legal corresponde a la población sin duplicidades (Fuente: INSEE [Consultar]) |     |     |     |     |     |